# تی‌تری
تی۳ یا تی‌تری (به انگلیسی: T3) مجله‌ای بریتانیایی در حوزۀ ابزارک‌ها، گیزموها و دیگر فناوری‌ها می‌باشد.
تی۳ در ابتدا مخفف فناوری فردا در امروز (به انگلیسی: Tomorrow's Technology Today) بود اما امروزه نه بر روی مجله و نه در وب‌سایت این جمله به چشم نمی‌خورد و تنها با عنوان تی۳ یا تی۳دات‌کام شناخته می‌شود. بر اساس میزان فروش، این مجله رتبۀ دوم را در میان مجلات رایانه‌ای بریتانیا به دست آورده است. تی۳ هم‌اکنون در بیش از ۲۰ کشور چاپ می‌شود که در هر کشور محتوای آن متفاوت است.